# Donuca spectabilis
Donuca spectabilis är en fjärilsart som beskrevs av Walker 1865. Donuca spectabilis ingår i släktet Donuca och familjen nattflyn. Inga underarter finns listade i Catalogue of Life.

## Bildgalleri

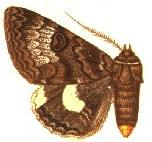
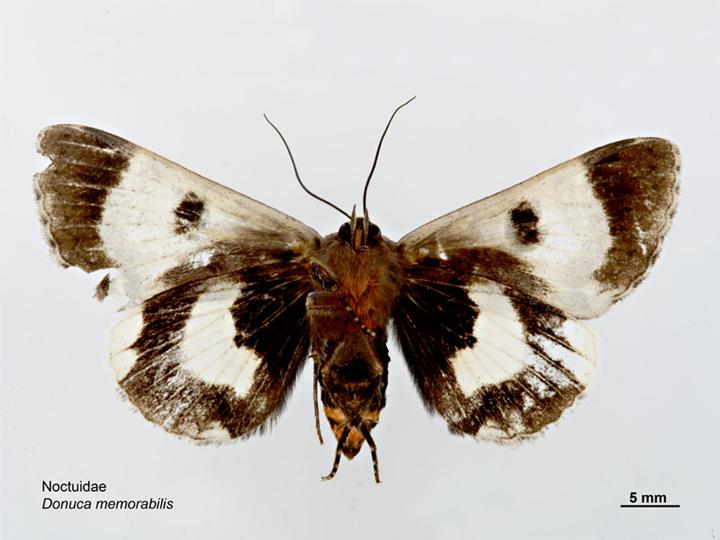